# Coropó
Coropó (Koropó, Cropó, Carpó), pleme američkih Indijanaca porodice Mašakali, naseljeni u 19. stoljeću u istočnobrazilskoj državi Minas Gerais u dolini rijeke rio Pomba i na Alto Paraíba. Jezično su im najsrodniji bili Coroados i Purí, s kojima su klasificirani velikoj porodici Macro-Ge. 
Kasnije žive s plemenom Coroado uz rijeku rio Xipotó.